# Christian Wulff
Christian Wilhelm Walter Wulff (* 19. června 1959 Osnabrück) je německý křesťansko-demokratický politik. 30. června 2010 byl zvolen prezidentem Spolkové republiky Německo. Vystudovaný právník předtím zastával funkci předsedy vlády spolkové země Dolní Sasko. 17. února 2012 z úřadu spolkového prezidenta po sérii afér odstoupil. Později se ukázalo, že mnohé, co bylo Wulffovi předhazováno, bylo mediálně zveličené.

## Životopis
Narodil se v Osnabrücku. Jeho rodina pocházela z jihočeské osady Janovka (Johannesruh) u Nových Hradů. Poté, co otec opustil rodinu, vyrůstal od svých dvou roků jenom s matkou. Jakmile se u ní vyvinula roztroušená skleróza, převzal starost o mladší sestru. Po maturitě na gymnáziu šel studovat práva na osnabrückou univerzitu. V letech 1987 a 1990 složil státní právnickou zkoušku a od té doby působil jako advokát.
Od roku 1975 je členem CDU. V letech 1978 až 1980 byl spolkovým předsedou Schülerunion, mládežnické organizace křesťanských demokratů. V letech 1979 až 1983 byl členem výkonné rady Junge Union a v roce 1983 se v Dolním Sasku stal jejím zemským předsedou. Z těchto funkcí odstoupil v souvislosti s právnickým titulem – práva dokončil v roce 1986. Ve stejném roce byl zvolen městským radním v Osnabrücku. Od roku 1984 je členem a od roku 1994 předsedou zemského vedení CDU. Od listopadu 1998 byl jedním ze čtyř místopředsedů CDU na spolkové úrovni.
Jeho kandidatura na prezidenta byla oznámena počátkem června zástupci CDU, FDP a CSU. Tyto tři politické strany měly ve Spolkovém shromáždění, které volí prezidenta, většinu.

## Soukromý život
Jeho první manželkou byla od března 1988 právnička Christiane Wulffová (nar. 1959). Poznali se v roce 1983 během vysokoškolských studií v Osnabrücku. Z manželství se narodila dcera Annalena (nar. 1993). V roce 2006 byl oznámen rozvod. Podruhé se oženil 21. března 2008 s editorkou a tiskovou mluvčí Bettinou Wulffovou, rozenou Körnerovou (nar. 1973), která se stala nejmladší manželkou německého spolkového prezidenta v historii země. Z předchozího vztahu má Wulffova druhá žena syna Leandera Balthasara (* 2003). Do manželství se jim narodil syn Linus Florian (* 2008).
Manželství prezidentského páru prošlo po Wulffově odstoupení z úřadu spolkového prezidenta krizí. Začátkem května 2015 se však objevili spolu na jedné svatební oslavě v italské Veroně. Wulffův advokát poté oznámil, že již zahájené rozvodové řízení bylo zastaveno. Dne 17. října 2015 byli znovusmíření manželé Wulffovi v tajnosti oddáni i církevně. Místo svatby nebylo oznámeno.